# Vanguard Princess
Vanguard Princess: Senjin no Himegimi (ヴァンガードプリンセス  Vangaado Purinsesu?) es un videojuego de lucha bidimensional japonés desarrollado de manera totalmente independiente y freeware para la plataforma Windows, creado por un único programador e ilustrador identificado como Tomoaki Sugeno, también conocido como Suge9, un exprogramador de Capcom. El juego fue lanzado el 30 de junio de 2009 para la plataforma Windows y fue desarrollado totalmente con el motor gráfico Fighting Maker 2nd. La última versión del juego es la 1.08 y fue lanzado el 14 de enero de 2011.

## Desarrollo
Vanguard Princess está casi totalmente desarrollado por Tomoaki Sugeno (o Suge9), un exprogramador de Capcom y diseñador de sprites, el cual trabajó en juegos como Resident Evil 3: Nemesis y posteriormente trabajó en el diseño de sprites para The King of Fighters EX: Neo Blood. Suge9 utiliza Fighter Maker 2nd para su trabajo, un popular motor de gráficos para Windows ASCII que ya se utilizaba para hacer los juegos de lucha como Super Cosplay War Ultra, Magical Chaser ~Stardust of Dreams~, Arm Joe, Crimson Alive o Destruction Desire. Suge9 programó, ilustró y diseñó el juego por sí mismo, pero la música fue tomada de "nash music library", una colección de canciones de GNU. Suge9 también recurrió a seiyuus para la grabación de las voces de todos los personajes.

## Mecánica del juego
Como todo juego de lucha, el objetivo es derrotar a todos los oponentes que se presenten. Vanguard Princess comparte con otros juegos el uso de barras de vida y de energía, el uso de poderes especiales y superespeciales y la posibilidad de realizar una cadena de golpes o combos. Lo que destaca al juego es la presencia de las Support, personajes de apoyo que acompañan a las luchadoras en la pelea, interviniendo cada vez que una barra se carga por completo (la barra Support está junto a la barra de energía). Las Support no pueden ser dañadas y no interactúan con ninguna de las luchadoras (a excepción de Kurumi). Al elegir la luchadora que usaremos, también deberemos elegir a nuestra Support, la cual va a ser la misma durante todo el juego. Podremos elegir entre Juliet, Siera, Eko y Kanae directamente, y por medio de un código secreto a Chibi Hilda. La versión jefe de Hilda tiene dos support: Kaaya y Maaya, las cuales la acompañan en su forma Chibi y se trasforman en adultas cuando atacan.

## Personajes
La particularidad de este juego que comparte con otros juegos del subgénero Doujinshi como Arcana Heart o Asuka 120% es que todos sus personajes son femeninos, y con cierto contenido Ecchi.

### Personajes luchadoras
- Yui Kutuna: Sucesora del estilo Kutuna de Kendo. Lleva consigo la espada Sakuya, forjada luego del Impacto Astral. Entra a Vanguard Princess para encontrarse con su hermana.
- Haruka Kutuna: Hermana mayor de Yui. También fue entrenada en el estilo Kutuna, pero ella abandonó su escuela para dedicarse a la magia. Fue secuestrada por una organización gubernamental la cual le dio poderes mágicos. Su objetivo es salvar a un amigo.
- Lilith: Se dice que viene del Inframundo y que es hija del mismísimo Satanás. Vino a nuestro mundo real para mostrar su poder y demostrar de lo que se dice de ella es cierto. Siempre lleva consigo un osito de peluche que a veces usa como arma.
- Luna Himeki: Es una exmiembro de las Fuerzas Especiales "Blade Noa". Actualmente, es una reconocida cazadora de recompensas en la comunidad underground. Después de la obtención de información acerca de una gran generosidad, se dirige al campo de batalla. Tiene la particularidad de tener distintas poses de guardia
- Kurumi Mirumati: Apareció entre los restos de un accidente aéreo sin respuestas en cuanto a cómo o por qué. Ella carece de las habilidades básicas de combate, pero se dice que tiene una enorme cantidad de poder oculto. Es la única que usa a las Support para sus ataques superespeciales (De hecho se fusiona con cada una de ellas, con excepción de Chibi Hilda).
- Saki Mitonoya: Capitana de Kendo y candidata a Presidente del consejo estudiantil de su escuela. Además de una gran habilidad, ella posee a Hitohira, una katana forjada por el gobierno gracias a la información que les dio la espada Kamitsurugi. Saki busca retar al portador de Kamitsurugi.
- Kaede Hioh: Es una sicaria que vive en el Underworld. No sabe nada de su pasado y siempre está rodeada de enigmas. Es contratada por el gobierno para un asesinato en el torneo.
- Natalia Glinka: Es una agente de un país desconocido. Trabaja al pie de la letra y se dice que es religiosa. Su misión es encontrar información referente a personas desaparecidas por un arma misteriosa.
- Eri Hasumi: La creación final de Blade Noa, una supersoldado de grandes habilidades. Escapa del laboratorio y entra al torneo para recuperar su libertad.
- Ayane Ikuse: Una habilidosa arquera, durante su entrenamiento perdió un ojo, pero ese mal fue compensado por el poder que le dio el Impacto Astral. Fue amiga de la infancia y rival de Yui Kutuna, y entra al torneo para retarla a duelo.
- Hilda Rize: es la Jefa final del juego. No hay información sobre ella.

### Personajes de soporte
- Eko: Usa ataques físicos de golpes y patadas. Ideal para combos.
- Juliet: Ataca con su mazo a corta y media distancia.
- Kanae: Usa su pincel mágico para invocar ataques a todas las distancias, pero a poca velocidad.
- Siera: Sus ataques son en su mayoría a distancia media o larga.
- Chibi Hilda (Support secreto): también ataca a media distancia, pero con más poder.
- Kaaya y Maaya (Supports de Hilda, también pueden ser convocadas por Chibi Hilda).